# Ljutomer
Ljutomer (tyska: Luttenberg in der Steiermark) är en kommun i nordöstra Slovenien.

## Historik
Ljutomer nämndes för första gången som bosättning 1242 och blev kommun 1265. Orten ödelades av sjukdomar och bränder och fick försvara sig mot turkiska och ungerska anfall.
Tanken om ett enat Slovenien uppkom här vid det första massmötet med slovenska nationalister 1868.
Ljutomer fick stadsrättigheter 1927.

## Personer födda i Ljutomer
- Franc Miklošič
- Stanko Vraz